# Forte de São Diogo do Monte Brasil
O Forte de São Diogo do Monte Brasil, também referido como Forte do Zimbreiro, localiza-se na península do Monte Brasil, na freguesia da Sé, na cidade e concelho de Angra do Heroísmo, na costa sul da ilha Terceira, nos Açores.
Integra o conjunto defensivo da Fortaleza de São João Baptista da Ilha Terceira.

## História
Foi uma das fortificações erguidas na Terceira no contexto da crise de sucessão de 1580 pelo então corregedor dos Açores, Ciprião de Figueiredo e Vasconcelos, conforme o plano de defesa da ilha elaborado por Tommaso Benedetto em 1567, após o ataque do corsário francês Pierre Bertrand de Montluc ao Funchal (outubro de 1566), intentado e repelido em Angra no mesmo ano (1566):
"Não havia naquele tempo [Crise de sucessão de 1580] em toda a costa da ilha Terceira alguma fortaleza, excepto aquela de S. Sebastião, posto que em todas as cortinas do sul se tivessem feito alguns redutos e estâncias, nos lugares mais susceptíveis de desembarque inimigo, conforme a indicação e plano do engenheiro Tomás Benedito, que nesta diligência andou desde o ano de 1567, depois que, no antecedente de 1566, os franceses, comandados pelo terrível pirata Caldeira, barbaramente haviam saqueado a ilha da Madeira, e intentado fazer o mesmo nesta ilha, donde parece que foram repelidos à força das nossas armas." 
A seu respeito, DRUMMOND registou:
"Uma das fortalezas que a experiência mostrou ser da maior necessidade, foi a que então ele [Ciprião de Figueiredo] mandou fazer na ponta do Monte Brasil, da parte de leste, porque junto dela passavam a salvo as naus das armadas, e com o seu abrigo se punham muitas das suas lanchas à espera dos barcos que saíam do porto, tomando-os algumas vezes, sem que houvesse quem lhes fizesse dano; porque o castelo de S. Sebastião lhe ficava muito longe e mais recolhido à terra, e de noite podiam vir ao longo da montanha atacar, e roubar os navios ancorados no porto. A este forte deu o nome de Santo António, em obséquio do novo Rei que assim se chamava [António I de Portugal], e fez capitão dele Baltasar Gonçalves de Antona, nobre cidadão de Angra, de quem falámos no ano de 1576 como vereador da Câmara. Na outra ponta da parte do sul edificou o forte chamado do Zimbreiro."
No contexto da instalação da Capitania Geral dos Açores, o seu estado foi assim reportado em 1767:
"19.° — Ponta de S. Diogo, tem quatro baterias, que tem seis peças de bronze, das quaes uma é esfuguenada, necessitam dois reparos novos e os outros concertados, e para a sua defensa precisa mais onze peças com os seus reparos."
Em nossos dias encontra-se em ruínas.